# John Barrett (diplomat)
John Barrett, född 28 november 1866 och död 17 oktober 1938 var en nordamerikansk journalist och diplomat.
Barrett ägnade sig efter avlagda examina åt journalistik bland annat som krigskorrespondent på Filippinerna 1898-99. Omväxlande med, delvis vid sidan av sin journalistiska verksamhet tjänstgjorde Barrett som diplomat. Han var 1894-98 minister i Siam, 1903-04 i Argentina, 1904-05 i Panama, 1905-06 i Colombia, och var 1907 direktör för International bureau of the American republics. Vid dess omgestaltning 1910 blev han chef för Pan American union och kvarstod på den posten till 1920. Barrett var en ivrig anhängare till den panamerikanska rörelsen och verkade för denna som organisatör, skriftställare och talare.